# Старочеркаський юрт
Старочеркаський юрт — юрт у складі Черкаського округу області Війська Донського.
Старочеркаська станиця тепер розташована на сході Аксайського району; решта земель юрту розташована у Задонні, на теперішньому сході Аксайського, на заході Багаєвського й на півночі Кагальницького районів.
До юрту належали поселення (з даними на 1859 рік):
- Старочеркаська — козацька станиця положена над річкою Дон за 25 верст від Новочеркаська; 959 дворових господарств; 4106 осіб (2156 чоловіків й 1950 жінок); 3 православні церкви та православний Дівочий Єфремівський монастир з церквою; парафіяльне училища; 2 ярмарки; салотопений завод; 9 рибальських ватаг;
- Арпачинський — козацький хутір положений над річкою Дон за 40 верст від Новочеркаська; 176 дворових господарств; 502 особи (261 чоловіків й 241 жінок);
- Мокро-Батайський — козацький хутір положений над балкою Мокрий Батай за 51 верст від Новочеркаська; 57 дворових господарств; 300 осіб (148 чоловіків й 152 жінок); православний молитовний будинок; поштова станція;
- Ворсько-Бальський — власницьке поселення положене над Воровською балкою за 43 верст від Новочеркаська; 57 дворових господарств; 255 осіб (133 чоловіків й 122 жінок);
- Олитубське — козацький хутір положений над Благодерським озером за 28 верст від Новочеркаська; 34 дворових господарств; 211 осіб (91 чоловіків й 120 жінок);
- Сухо-Батайський 1-ий — власницьке поселення положене над балкою Сухий Батай за 35 верст від Новочеркаська; 8 дворових господарств; 49 осіб (24 чоловіків й 25 жінок);
- Сухо-Батайський 2-ий — власницьке поселення положене над балкою Сухий Батай за 43 верст від Новочеркаська; 24 дворових господарств; 205 осіб (94 чоловіків й 111 жінок);
- Комишуватський — власницьке поселення положене над балкою Велика Комишуваха за 48 верст від Новочеркаська; 9 дворових господарств; 51 особа (28 чоловіків й 23 жінок);
- Чикилевський — власницьке поселення положене над річними копанями за 59 верст від Новочеркаська; 4 дворових господарств; 40 осіб (16 чоловіків й 24 жінок).

За даними на 1873 рік у Старочеркаському юрті було 1574 дворових садиб, 3 кибиток й 577 недворових садиб; мешкало 9146 осіб (4374 чоловіків й 4772 жінок). Тоді до складу Старочеркаського юрту відносилися:
- Старочеркаська станиця положена на правому березі річки Дон у 25 верстах від Новочеркаська й у 15 верстах від Аксайської поштової станції мала 926 дворових садиб й 335 недворових садиб; 5070 осіб (2454 чоловіків й 2616 жінок);
- хутір Арпачин був положений над річкою Дон у 37 верстах від Новочеркаська й у 27 верстах від Аксайської станції налічував 257 дворових садиб й 126 недворових садиб; 1417 осіб (688 чоловіків й 729 жінок);
- Олитубський (Алітубський) хутір був положений над річкою Дон у 29 верстах від Новочеркаська й у 19 верстах від Аксайської станції налічував 89 дворова садиба й 53 бездворових садиб; 535 осіб (282 чоловіків й 253 жінки);
- Турчановинов-Суходольський хутір був положений над Суходільською балкою у 42 верстах від Новочеркаська й у 32 верстах від Аксайської станції налічував 58 дворових садиб й 9 недворових садиб; 342 осіб (173 чоловіків й 169 жінок);
- Вище-Хурульський хутір був положений над Хурульською балкою у 80 верстах від Новочеркаська й 70 верстах від Аксайської станції мав 37 дворових садиб; 287 осіб (147 чоловіків й 140 жінок);
- Воровсько-Балцький хутір був положений над Воровською балкою у 42 верстах від Новочеркаська й у 32 верстах від Аксайської поштової станції налічував 46 дворових садиб й 11 недворових садиб; 286 осіб (144 чоловіків й 142 жінок);
- Єфремовський жіночій монастир був положений над річкою Дон у станиці Старочеркаській у 25 верстах від Новочеркаська й у 15 верст від Аксайської поштової станції налічував 1 дворових садиб й 15 недворових садиб; 224 осіб (3 чоловіків й 221 жінок);
- Нижньо-Хурульський хутір — положений над Хурульською балкою за 93 версти від Новочеркаська й у 20 верстах від Кальницької поштової станції; 28 дворових господарств; 210 осіб (106 чоловіків та 104 жінки);
- хутір Андропов був положений над Качальницькою балкою у 80 верстах від Новочеркаська й у 23 верстах від Мечетинської станції налічував 30 дворових садиб й 2 недворових садиб; 174 осіб (77 чоловік й 97 жінок);
- хутір Тацин був положений над Суходільською балкою у 42 верстах від Новочеркаська й 32 верстах від Аксайської станції налічував 23 дворових садиб, 3 кибитки й 10 бездворових садиб; 165 осіб (85 чоловіків й 80 жінок);
- Вище-Підполинський хутір був положений над Підполинським ставком у 29 верстах від Новочеркаська й 19 верстах від Аксайської станції налічував 31 дворових садиб й 4 недворових садиб; 152 осіб (74 чоловіків й 78 жінок);
- Нижньо-Підполинський хутір положений над Підполинським ставком у 29 верстах від Новочеркаська й 19 верстах від Аксайської станції налічував 27 дворових садиб й 4 недворових садибах; 115 осіб (53 чоловіки й 62 жінки);
- хутір Татаркин був положений над Таловою балкою у 45 верстах від Старочеркаською станицею й у 30 верстах від Меркуловської поштової станції налічував 13 дворових садиб й 7 недворових садиб; 105 осіб (50 чоловіків й 55 жінок);
- хутір Вуколо-Кутейников був положений над Кутейниковою балкою у 60 верстах від Новочеркаська й 50 верстах від Аксайської залізничної станції мав 4 дворових садиб; 34 осіб (19 чоловіків й 15 жінок);
- Бахмутський хутір був положений над Безіменною балкою у 70 верстах від Новочеркаська й у 31 версти від Кагальницької поштової станції налічував 4 дворових садиб й 1 недворову садибу; 30 осіб (19 чоловіків й 11 жінок).

Старочеркаська станиця тепер розташована у Аксайському районі. Інші поселення у сучасному Аксайському районі розташовані Олитубський (Алітубський) хутір — тепер Алітуб, Нижньо-Підполинський — тепер Нижнєподлольний, Вище-Підполинський — тепер Верхнєподпольний.
У сучасному Багаївському районі розташовані Арпачинський (Арпачинське, Арпачин) хутір — тепер Арпачін, У сучасному Кагальницькому районі розташовані Турчанинов-Суходольський хутір — тепер Красноармійський, хутір Вуколо-Кутейників — тепер Зеленодольський, Воровсько-Балцький хутір — тепер Зелений Гай (Роща).
У сучасному Зерноградському районі розташовані Вище-Хурульський хутір — тепер Верхні Хоролі, Нижньо-Хурульський хутір займав місцевість на південному краї теперішніх Середніх Хоролів.